# Snowboard aux Jeux olympiques de 1998
Pour des articles plus généraux, voir Snowboard aux Jeux olympiques et Jeux olympiques d'hiver de 1998.
Navigation
Salt Lake City 2002
Les épreuves de snowboard aux Jeux olympiques de 1998.

## Podiums

### Hommes
| Épreuves                         | Or                    | Argent               | Bronze                |
| -------------------------------- | --------------------- | -------------------- | --------------------- |
| Half-pipe résultats détaillés    | Gian Simmen (SUI)     | Daniel Franck (NOR)  | Ross Powers (USA)     |
| Slalom géant résultats détaillés | Ross Rebagliati (CAN) | Thomas Prugger (ITA) | Ueli Kestenholz (SUI) |

### Femmes
| Épreuves                         | Or                 | Argent                    | Bronze                     |
| -------------------------------- | ------------------ | ------------------------- | -------------------------- |
| Half-pipe résultats détaillés    | Nicola Thost (GER) | Stine Brun Kjeldaas (NOR) | Shannon Dunn-Downing (USA) |
| Slalom géant résultats détaillés | Karine Ruby (FRA)  | Heidi Maria Renoth (GER)  | Brigitte Köck (AUT)        |

## Tableau des médailles
| Rang | Nation     | Or | Argent | Bronze | Total |
| ---- | ---------- | -- | ------ | ------ | ----- |
| 1    | Allemagne  | 1  | 1      | 0      | 2     |
| 2    | Suisse     | 1  | 0      | 1      | 2     |
| 3    | Canada     | 1  | 0      | 0      | 1     |
| 3    | France     | 1  | 0      | 0      | 1     |
| 5    | Norvège    | 0  | 2      | 0      | 2     |
| 6    | Italie     | 0  | 1      | 0      | 1     |
| 7    | États-Unis | 0  | 0      | 2      | 2     |
| 8    | Autriche   | 0  | 0      | 1      | 1     |